# Gonatodes naufragus
Espèce
Gonatodes naufragus est une espèce de geckos de la famille des Sphaerodactylidae.

## Répartition
Cette espèce est endémique de l'île de la Blanquilla dans les Dépendances fédérales au Venezuela.

## Publication originale
- Rivas, Ugueto, Schargel, Barros, Velozo & Sánchez, 2013 : A Distinctive New Species of Gonatodes (Squamata: Sphaerodactylidae) from Isla La Blanquilla, Venezuela, with Remarks on the Distribution of Some Other Caribbean Sphaerodactylid Lizards. South American Journal of Herpetology, vol. 8, no 1, p. 5-18.